# Амфитеатър в Пула
Амфитеатърът в Пула или Пулска арена (на хърватски: Amfiteatar u Puli или Pulska Arena), също Арена на Пула (на италиански: Arena di Pola), се намира в град Пула, Хърватия.
Това е единственият оцелял римски амфитеатър с напълно запазени всичките 4 кули и 3 римски архитектурни ордера. Построен е в периода 27 г. пр.н.е. - 68 г. Амфитеатърът е сред 6-те най-големи оцелели римски арени в света. Той е също и най-добре запазеният монумент от античността в Хърватия.
Арената е изобразена на хърватската банкнота от 10 куни – емисии 1993, 1995, 2001 и 2004 г.

## Описание
Амфитеатърът се намира в непосредствена близост до морския залив. Екстериорните стени са изградени от варовикови скални блокове. Поради денивелацията на терена фасадата, обърната към морето, е структурирана на 3 нива, докато противоположната част е на 2 нива. Максималната височина е 29,4 метра. Всяко от първите 2 нива съдържа по 72 арковидни отвора, а най-горното 3-то ниво съдържа 64 правоъгълни отвора.
В планово отношение формата е елипса с дълга ос от 132,45 метра и къса ос от 105,1 метра. Арената е била с капацитет за 23 000 зрители. Каменните трибуни следват естествения наклон на терена. Самото игрище е с размери 67,95 на 41,65 метра. То е било отделено от публиката с метални решетки. Съоръжението има 15 входа. Под игрището е изграден лабиринт от коридори, от които са излизали участващите гладиатори и диви животни.
Всяка от 4-те кули е имала по 2 цистерни с ароматизирана вода, която е била разпръсквана върху зрителите за разхлаждане. Имало е възможност за покриване на част от трибуните с конзолни тенти, които са предпазвали от слънчевите лъчи.
Великолепно запазеният амфитеатър служи като отличен пример за изучаване на античните строителни техники.

## История
Арената е построена в периода 27 г. пр.н.е. – 68 г. след като Пула става регионален център на римското управление, наречен Pietas Julia. Била е разположена извън градските стени покрай Via Flavia - пътя от Пула към Аквилея и Рим.
Първоначално амфитеатърът е изграден от дърво по времето на Октавиан Август (2-14 г.) Впоследствие, по времето на Клавдий, съоръжението е заменено от малък каменен амфитеатър. През 79 г., през управлението на Веспасиан, стадионът е разширен, за да може да побере провеждането на гладиаторски борби. Окончателно е завършен през 81 г. при император Тит.
През V век император Флавий Хонорий забранява гладиаторските „игри“, което води до понижаване на интереса към съоръжението. Започва разграбването му от местните жители, което е преустановено през XIII век с указ на патриарха на Аквилея.
През епохата на Средновековието Арената се използва за рицарски турнири и провеждане на панаири и изложения. През 1585 г. Венецианският сенат предлага събарянето на амфитеатъра и изграждането му наново в района на Венеция. Предложението е отхвърлено, като днес на кула може да се види паметен камък в чест на венецианския сенатор Габриеле Емо, който е бил главен опонент на идеята. Последно стадионът е използван за източник на строителен материал при полагане на основите на камбанарията на Катедралата на Пула през 1709 г.
Реставрирането на Арената се започва от генерал Мармонт – френски губернатор на Илирийските провинции по времето на Наполеон I. Начинанието е продължено през 1816 г. от архитект Пиетро Нобиле по поръчка на Франц I от династията на Хабсбургите.
През 1932 г. амфитеатърът е адаптиран за театрални представления, военни церемонии и публични срещи. В настоящото си състояние трибуните побират 5000 седящи зрители.

## В наши дни
През последните десетилетия Арената е известно място за провеждане на Филмовия фестивал на Пула, както и концерти на открито. Някои от изпълнителите, гастролирали на нейната сцена, са: Лучано Павароти, Андреа Бочели, Хосе Карерас, Дино Мерлин, Елтън Джон, Стинг и др.
Арената е използвана при снимките на филма „Тит“ (1999) – адаптация на Шекспировата трагедия „Тит Андроник“, с участието на Антъни Хопкинс и Джесика Ланг.

## Галерия
- Фасадната елипса на 3 нива
- Арена Пула